# أستخرها (خبر بافت)
أستخرها (بالفارسية: استخرها) هي قرية تقع في إيران في Khabar Rural District. يقدر عدد سكانها بـ 60 نسمة .